# Arkadij Markow
Arkadij Tierientjewicz Markow (ros. Аркадий Терентьевич Марков, ur. 25 czerwca 1915 we wsi Małaja Bodja w guberni wiackiej, zm. 1994) – radziecki polityk, działacz partyjny, premier Udmurckiej ASRR (1967-1978).
1939-1945 żołnierz Armii Czerwonej, od 1943 w WKP(b), 1946-1947 kierownik rejonowego oddziału edukacji narodowej w Udmurckiej ASRR, 1947-1951 przewodniczący komitetu wykonawczego rady rejonowej w Udmurckiej ASRR. 1951-1954 słuchacz Wyższej Szkoły Partyjnej przy KC WKP(b)/KPZR, 1954-1956 I sekretarz Wotkińskiego Komitetu Rejonowego KPZR, 1956-1958 I sekretarz Jakszur-Bodyńskiego Komitetu Rejonowego KPZR, 1958-1963 kierownik Wydziału Organów Partyjnych Udmurckiego Komitetu Obwodowego KPZR. Od 1963 do marca 1967 II sekretarz Udmurckiego Komitetu Obwodowego KPZR, od 28 marca 1967 do 20 grudnia 1978 przewodniczący Rady Ministrów Udmurckiej ASRR.

## Odznaczenia
- Order Lenina
- Order Rewolucji Październikowej
- Order Czerwonego Sztandaru Pracy (dwukrotnie)
- Order „Znak Honoru” (dwukrotnie)